# 质量衰减系数

0~250 keV的X射线光子对不同元素的质量衰减系数。

质量衰减系数是以材料密度归一化的衰减系数，即单位质量而非单位距离的衰减系数，它对光、声、粒子或其他能量或物质穿透材料的难易程度进行衡量。质量衰减系数的国际单位是m2/kg，其它常用单位有cm2/g和L⋅g−1⋅cm−1。

## 数学定义
质量衰减系数定义为
{\displaystyle {\frac {\mu }{\rho _{m}}},}
其中，
- μ为衰減係數；
- ρm为密度。

使用质量衰减系数时，比尔-朗伯定律可以写作
{\displaystyle I=I_{0}\,e^{-(\mu /\rho _{m})\lambda }}
其中
{\displaystyle \lambda =\rho _{m}\ell }为面积密度，也称质量厚度；{\displaystyle \ell }是发生衰减的长度。